# Das Vermächtnis (Böll)
Das Vermächtnis ist eine Erzählung von Heinrich Böll, die – 1948 geschrieben – im September 1982 im Lamuv Verlag in Bornheim-Merten erschien.
Der Kriegsheimkehrer Wenk erfüllt das Vermächtnis seines als vermisst geltenden Freundes Schelling, indem er für dessen jungen Bruder die Geschichte von Schellings letzten Monaten niederschreibt.

## Der Rahmen
Zur Erzählzeit ist der Krieg vorbei und Hauptmann Schnecker lässt es sich in der Heimat wohl gehen. Im zivilen Leben wieder angekommen und frisch promoviert, sitzt Schnecker neben einer jungen Frau in einem Café. Er wird von Wenk, dem Erzähler, beobachtet. Wenk schreibt an den 20-jährigen Bruder des Oberleutnants Schelling einen sehr langen Brief. Dieses Schreiben ist die vorliegende Erzählung. Gleich am Anfang des Briefes wird der Bruder Schellings, ein Nachgeborener (der zu Kriegsende noch jugendlich war), mit einer Tatsache konfrontiert, über die nur Schnecker und Wenk Kenntnis haben: Hauptmann Schnecker hat Oberleutnant Schelling ermordet.
Wenk erzählt über das Jahr 1943 – über den langen warmen Sommer am Meer im Nordwesten der Normandie und über den kurzen Herbst bis Ende Oktober an der Ostfront in der Heeresgruppe Süd.

## Die Geschichte
Nordfranzösische Küste
Obergefreiter Wenk, in der Wehrmacht als Gewehrschütze und Telefonist ausgebildet, dient als Melder bei Oberleutnant Schelling im Bataillon des Hauptmanns Schnecker. Schelling und Schnecker kennen sich gut; duzen sich sogar. Aber das Verhältnis der beiden Offiziere ist gespannt. Kein Wunder – sind doch die beiden Charaktere zu unterschiedlich. Schelling kämpft gegen die Misswirtschaft in der Wehrmacht und ist naturgemäß der übermächtigen Administration unterlegen. Nach Schneckers Ansicht kann Schelling froh sein, dass er nach seinem verlorenen Verfahren, in dem er „die Eignung zum Kompanieführer abgesprochen bekam“, keinen Leutnant, sondern einen Hauptmann als Vorgesetzten erhielt. Das habe Schelling nur Schnecker zu verdanken. Hauptmann Schnecker ist mit seinem Untergebenen Oberleutnant Schelling überhaupt unzufrieden. Z. B. missbilligt Schnecker den respektlosen Umgang Schellings mit dem pompösen Führerbild im Dienstzimmer. Oder Schnecker bemängelt, dass sich Schelling mit Wenk „das frechste Schwein des Bataillons zum Putzer“ genommen hat.
Als der nicht „ostverwendungsfähige“ Kompaniechef erkrankt, muss Schelling doch noch die Kompanie führen.
Russland, Ostfront
Der Dienst und die Vorkommnisse in Frankreich – das ist alles Spaß gegen die Ereignisse in Russland. Dort, im Kampf an vorderster Front, zeigt sich sehr bald, aus welchem Holz die Offiziere Schelling und Schnecker geschnitzt sind. Schelling koordiniert das Vorrücken seiner Kompanie zur Kampflinie. Zwar zittert der Oberleutnant unmittelbar vor dem Angriff, aber er rückt persönlich mit vor. Schnecker hingegen lässt sich höchstens nach dem Kampf einmal blicken und auch nur, um zu einer Sauferei einzuladen. Immer, wenn Schnecker auftaucht, gibt es neuen Zwist zwischen den beiden Offizieren. Schelling hat der Truppe nach dem Angriff dienstfrei gegeben – gleichsam als Atempause vor der nächsten Attacke. Schnecker fühlt sich übergangen. Schelling geht hin zu der kleinen Feier, auf der er wegen Tapferkeit vor dem Feind geehrt werden soll. Er nimmt Wenk mit. Es kommt auf dem Fest zwischen dem sturzbetrunkenen Schnecker und dem nüchternen Schelling zu einer handgreiflichen Auseinandersetzung, in deren Verlauf Schelling von Schnecker erschossen wird. Unmittelbar nach dem Mord greift der russische Gegner massiv an. Schneckers gesamte Kampftruppe wird aufgerieben. Nur Wenk und Schnecker können flüchten.

## Selbstzeugnis
Böll fand keinen Verlag für das Manuskript. Er schrieb dazu im Juli 1948: „Drei Jahre nach dem Kriege muß man sich schon wieder vor dem Publikum fürchten“.

## Rezeption
- Hoffmann[7] hebt den Antikriegscharakter des Buches hervor.
- Balzer[8] macht auf den Zukunftsblick des Erzählers Böll aufmerksam.
- Vogt[9] stellt in seiner knappen, aber zutreffenden gesellschaftskritischen Zusammenfassung Schnecker als „skrupellos“ und Schelling als „unbequem, weil kompromißlos“ hin.
- Lesenswert ist Bernáths[10] Vergleich des „Kurzromans“ „Das Vermächtnis“ mit „Der Zug war pünktlich“.
- Bellmann[11] weist auf Bölls Klassifizierung dieses Werkes hin. Der Autor bezeichnet es als „Erzählung in Briefform“ und als „Kriegsroman“.